# Nikolaj Stankevitj

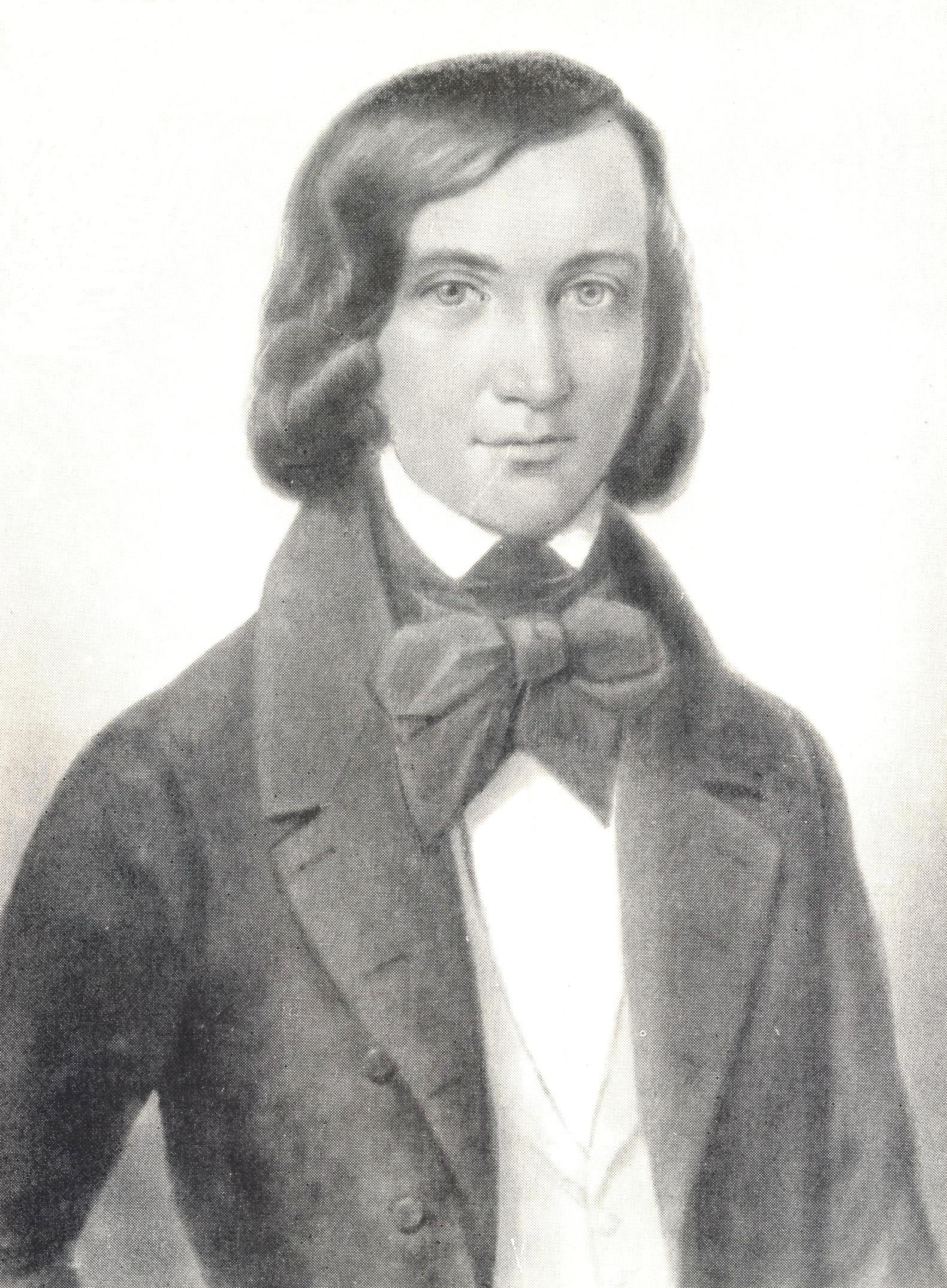
Nikolaj Stankevitj.

Nikolaj Vladimirovitj Stankevitj (ryska: Николай Владимирович Станкевич), född den 27 september 1813, död den 25 juni 1840 i Novi (Italien), var en rysk skald.
Stankevitj spelade en stor roll i universitetslivet i Moskva på 1830-talet jämte Herzen och studerade flitigt filosofi, estetik och litteratur. Utan att vara produktiv - hans skrifter, som utgavs 1857 och 1890, inryms i ett litet band - fick han stort inflytande genom sin personlighet och blev en av ledarna för den västerländska kulturströmningen (Zapadnitjestvo).